# Gwendoline Konie
Gwendoline Noreen Chomba Konie (Lusaka, 9 de octubre de 1938 - 14 de marzo de 2009) fue una poela, diplomática y política zambiana. Fue una figura política notable en su país, llegando a ser candidata presidencial en las generales de 2001. Después se desempeñó como embajadora de Zambia en Alemania, los países escandinavos y las Naciones Unidas. 
Tras su fallecimiento en 2009, se le realizó un funeral de Estado.

## Biografía
Gwendoline Konie nació el 9 de octubre de 1938 en Lusaka, entonces capital reciente de Rodesia del Norte (actual capital de Zambia). Realizó sus estudios en la Universidad de Cardiff en Gales (Reino Unido) y en la Universidad Americana en Washington D. C. (Estados Unidos). Más tarde se doctoraría en sociología por la Universidad de Warwick en Inglaterra (Reino Unido).
En 1962, fue elegida por Sir Evelyn Dennison Hone, gobernador general de Rodesia del Norte, para convertirse en miembro del Consejo Legislativo popular que estaba organizando la salida de Rodesia del Norte de la Federación de Rodesia y Nyasalandia e inminente independencia de la República de Zambia en los prolegómenos de la guerra civil de Rodesia. Antes de aceptar, pidió consejo a Kenneth Kaunda sobre si debía hacerlo o no. Una vez en el Consejo, se preparó para desempeñarse en la Oficina de Exteriores y convertirse en la embajadora plenipotenciaria de Zambia ante Suecia, Dinamarca, Noruega y Finlandia de 1974 a 1977.
En 1977 se convirtió en la representante permanente de Zambia ante la Organización de las Naciones Unidas. Tras el fin de la presidencia de Kaunda en 1991, el nuevo presidente zambiano Frederick Chiluba la mantuvo como diplomática, estando en la ONU hasta 1997 y nombrándola después embajadora de Zambia en Alemania.
En agosto de 2000, Gwendoline Konie creó su propio partido, el Partido Socialdemócrata, con el que presentar su candidatura presidencial para las elecciones generales de 2001. En los comicios, hubo 1 737 948 votos para los candidatos presidenciales. De los 11 candidatos, Konie fue una de las 2 mujeres candidatas (siendo la otra Inonge Mbikusita-Lewanika), y recibió 10 253 votos, quedando novena candidata por número de votos (Mbikusita-Lewanika quedó décima y Yobert Shamapande decimoprimero y último).
Gwendoline Konie fue también poeta. Su poema en inglés: In the Fist of your Hatred, lit. 'En el puño de tu odio' en contra de la arrogancia masculina fue incluido en el libro Poesía moderna africana publicado por The Penguin Random House en 2007.
Konie murió en el Hospital MKP Trust de Lusaka el 14 de marzo de 2009 y recibió un funeral de Estado. El entonces presidente, Rupiah Banda dijo que era un día de luto para Zambia y el expresidente Kenneth Kaunda destacó la implicación de Gwendoline Konie en los años que siguieron a la independencia de Zambia del Reino Unido.